# روبرتو استریچی
روبرتو استریچی (انگلیسی: Roberto Strechie؛ زادهٔ ۱۶ ژوئیهٔ ۲۰۰۰) بازیکن فوتبال است.
از باشگاه‌هایی که در آن بازی کرده‌است می‌توان به باشگاه فوتبال ونتزیا اشاره کرد.